# Czapáry Veronika
Czapáry Veronika (Győr, 1975. december 9. –) magyar író, költő, irodalmár, irodalomszervező, üvegművész. 
Könyvei sokszor zavarba ejtő témákról szólnak, mint a családon belüli erőszak és a gyermek abúzus. Első könyve, az Anya kacag megtörte a szingli lányregény-írás hagyományát a női szexualitásról való sokkoló és provokatív nyelvezettel. Második könyve, a Megszámolt babák, egy pszichésen, verbálisan, fizikálisan és szexuálisan bántalmazott kislány világát mutatja be. A téma regényformában mindeddig feldolgozatlan volt a magyar irodalomban, a szülő általi gyermekabúzus ábrázolásával az író elsőként tört meg egy tabut.

## Élete
Ötéves korában meghalt édesanyja Kovács Ilona, leukémiában. Öttől tíz éves koráig apja, Czapáry-Martincsevics András és mostohaanyja Laluk Anikó nevelte. Apja abúzálta, érzelmileg rendszeresen megalázta, mostohaanyja folyamatosan verte, bántalmazta és lelkileg megszégyenítette. Erről írta második regényét, a Megszámolt babákat. Gyermekkoráról a Kossuth Rádióban is nyilatkozott. Tízéves korától nagyapja, Czapáry Endre és második felesége nevelte föl. Nagyapja, aki szakfelügyelő, matematikatanár és középiskolai matematikakönyvek szerzője, szerette volna, ha unokája matematikus lesz. 1991-ben a Pápai Református Kollégium Gimnáziumának újraindulásakor kollégistaként Pápára került. A gimnáziumban matematika fakultációs csoportba járt, de érettségi előtt változtatott, hogy magyar nyelv és irodalom szakon fog továbbtanulni, de ekkor már felvételizett matematikából a Széchenyi István Egyetemre, ahol is közlekedésmérnöki szakra járt fél évig, majd a következő évben a Pécsi Tudományegyetem magyar szakára jelentkezett sikeresen. Hét évet élt Pécsett, majd egyetemi tanulmányait megszakította egyéves londoni tartózkodása miatt, végül hazajövetele után 2006-ban Budapestre költözött. 2006-2010ig ólmozott üveg technikával készített tükröket és lámpákat. Az egyetemet 2012-ben fejezte be, ekkor jelent meg első regénye, az Anya kacag, majd rá egy évre a második. 2010 óta Budakalászon él agarával, és macskáival. 2014-től visszatért az üveghez, és üvegolvasztásos, üvegfestési, és Tiffany technikával készít tükröket, lámpákat, üvegékszereket, faliórákat, és  lakberendezési tárgyakat. (www.uvegsztori.hu) 

## Munkássága

### Író, költő
Gyermekkorában sokat énekelt és kitalált történeteket mesélt a húga szórakoztatására, illetve magának és a babáinak énekelte, és megjegyezte őket.
Verseket tizenhat éves korában kezdett el írni egy szerelmi csalódás hatására. Kezdeti versei komor hangvételűek, és a halálról szólnak.
Egyetemista korában a versekről áttért a prózaversek írására, évekig írt automatikus írással, mert szerette volna, ha a közhelyektől megtisztul az írói nyelve. Később áttért szerkesztett kompozíciók, novellák, rövid történetek és kisregények írására. Csak tíz év állandó írás után publikálta írásait, így sok millió karakternyi szöveg gyűlt össze a számítógépén. 2004-ben publikálta először a Sivatag című versét a Prae folyóiratban, angliai tartózkodása után 2006-tól folyamatosan publikál irodalmi folyóiratokban (Prae, Élet és Irodalom, Irodalmi Szemle, Alföld, Lettre Internationale, Új Forrás, Bárka, Kalligram, Győri Műhely, 2000, Pro Philosophia Évkönyv, Látó) novellákat, verseket, regényrészleteket és esszéket. Ír könyv és színházkritikákat is irodalmi weboldalakra.
A Balassi Intézet beválasztotta 2013-ban a külföldi terjesztésre szánt nyolc könyv közé Rakovszky Zsuzsa, Márai Sándor, Oravecz Imre, Háy János, Barnás Ferenc, Krúdy Gyula, Kemény Zsigmond és Asbóth János mellett. A berlini Tageszeit napilap interjút készített vele, a Hungarian Literature Online pedig közölte angolul egy regényrészletét. (Dirty Dolls: Excerpt of Doll Count)

### Irodalmár, irodalomszervező
2008-tól kezdte el szervezni a Godot Irodalmi Esteket, először a Sirályban, Gödörben, Tűzraktérben, Fogasházban, majd a Moha Caféban. Több mint nyolcvan irodalmi est szervezése áll a háta mögött.
Esszéiben irodalomelmélettel foglalkozik, kutatási területe a pszichoanalitikus feminista irodalomtudomány és kiadatlan női önéletírások, naplótöredékek volt. 2007-től a JAK (József Attila Kör)) és a FISZ (Fiatal Írók Szövetsége) tagja, 2008-tól az Imágó Egyesület, majd 2012 óta a Szépírók Társaságának tagja.
2012-ben jelent meg első regénye a Könyvfesztiválra a Jelenkor Kiadónál, az Anya kacag, majd rá egy évre ősszel 2013-ban a Megszámolt babák a Scolar Kiadónál. Folyamatosan dolgozik egy drámán, verseskötetén és harmadik regényén.

### Üvegművész
2008-2010-ben a performanszok világa felé fordult, Ladik Katalinnal is készített közösen performanszt, valamint Buday Enikővel. Ólmozott üvegezni Hefter László, Ferenczy-díjas győri üvegművésztől tanult, üvegképei, tükrei performanszaiban is szerepeltek. Miután megjelent két regénye, ismét 2014-től az üvegművészet felé fordult, új technikákat próbált ki (fusing üvegolvasztás, üvegrogyasztás, üvegfestés.) Saját otthona a műhelye, üvegolvasztó kemencéjében elkezdett üvegékszereket és lámpákat készíteni. 2015-ben létrehozta a Czapáry Üvegsztori nevű vállalkozását, az uvegsztori.hu-t, , amelyet az üvegverseiről nevezett el, ugyanis minden üvegtárgyhoz ír egy üveg által ihletett verset, ezek az üvegbe olvadt költemények / sztorik.  Az üvegtárgyakból csak egyetlen darab van (kivéve az egyszínűeket), és a versekből is, mert minden személynek egyedileg fejezi be az adott üvegverset. 

### Segítő tevékenység
Metoo segítő
Jelentős szerepet vállalt 2017 őszén a #metoo mozgalom kapcsán felbukkanó esetek feltárásában, így Kerényi Miklós Gábor ügyében. 
Ennek hatására 2017 decemberében létrehozták a Metoo Segítő Csoportot (#metoosegito) Magyarországon, amely szakértő tanácsadással kíván segíteni a szexuális visszaélés áldozatainak. A csoport tagjai között van klinikai szakpszichológus (Kugler Gyöngyi), igazságügyi szakértő, fejlesztési tanácsadó (Rajacic Ágnes), jogász és még más szociális és jogi területen jártas önkéntes.
Állatvédelem
2006 óta folyamatosan ment macskákat. Az állatok szenvedése iránt együttérzéssel viseltetik, ezért a kertjébe betévedt, vagy az utcán elébe kerülő beteg macskákat megmenti. Létrehozott „Családi Macskaház”  néven egy Facebook oldalt erre a tevékenységre. 

## Művei
- 2012, Anya kacag, regény, Jelenkor Kiadó
- 2013, Megszámolt babák, regény, Scolar Kiadó Archiválva 2014. szeptember 8-i dátummal a Wayback Machine-ben

### Anya kacag

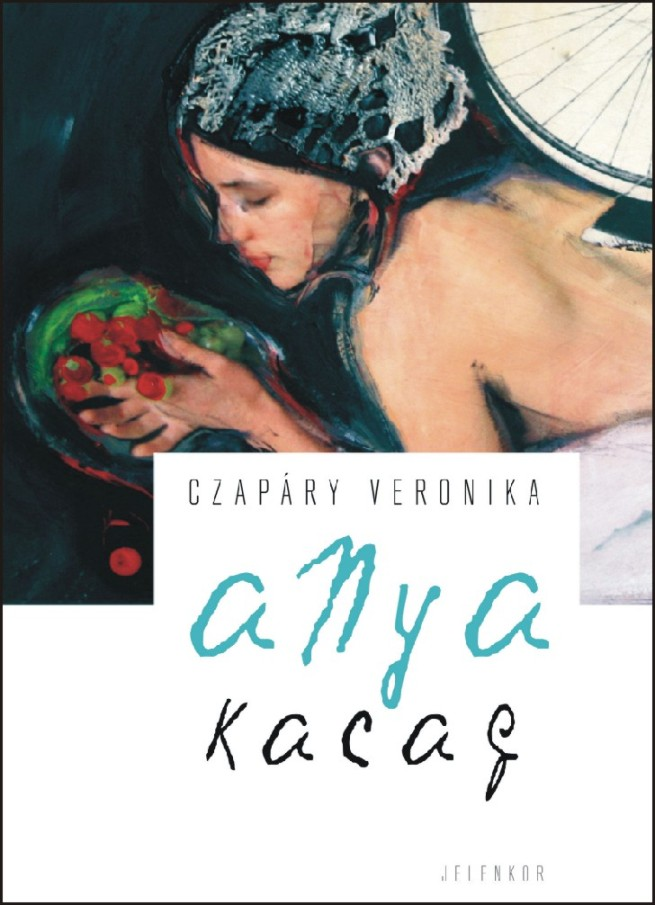

Budapest éjjel: tele csapdákkal. Budapest nappal: tele csapdákkal. Egy fiatal lány helyét keresi a sok csapda közepette. Viktória, az Anya kacag főszereplője Budapest éjszakai életében az alkohol, drog és szexualitás mámorába próbál menekülni, amelyet mindig a nappalok kijózanodása követ. Az Anya kacag egy körforgásszerű, a budapesti éjszakai élet forgatagában játszódó filmszerű könyv, a szingli-napló hardcore változata.
A naplóbejegyzésekben szókimondó őszinteséggel számol be a női szexualitás örömteli és fájdalmas pillanatairól, az újra és újra kiábrándultsággal végződő társkeresési kísérleteiről, valamint a művészpresszók és romkocsmák terében tett látogatásairól. Viktória egyik férfitől a másikig menekül szeretetéhségtől vezérelve, csalódásaira megfeleléskényszere miatt hisztérikusan reagál. A gyermekkori élmények a naplóbejegyzések közé ékelt lírai szövegbetétekben idéződnek fel, mint a korán meghalt anya emléke, az apa erotikus közeledésének rémképei, valamint az állandó bántások és megaláztatások mostohaanyjától, testvéreitől, és kora béliektől minduntalan felszínre törnek, valamint felnőttkori regresszív viselkedésében is megnyilvánulnak.
Az Anya kacag olyan pszichológiai regény, melyben nem a szenvedés mértéke a lényeg, nem a csapások száma számít, hanem az, hogy mindezt túlélte és megélte a főhős. Viktória a felnőttkora borzalmas történetei mögött pszichológusa segítségével próbálja megtalálni a gyermekkori okokat. Az újszerű női történet a szingliregények, „pöttyös könyvek” kifordításaként és kigúnyolásaként is értelmezhető. Olyan szépirodalmi mű, amely megmutatja azokat az élményeket, melyeket egy nőnek a társadalmi közbeszédben el kell hallgatnia.
Részletek kritikákból
„Ami a korábban említett lírai szövegbetéteket illeti: az a határozott érzésem, hogy ezek az igazán fontos és előremutató elemek. A közbeékelt szövegbetétek költői pontossággal szerkesztettek, finom és árnyalt képekkel ábrázolják az ábrázolhatatlant.” (Népszabadság – Kassai Zsigmond: A trauma maga alá temet)
“Ha fogjuk Terézanyut, Carrie Bradshaw-t és Freud Dóráját, bedobjuk őket a képzeletbeli mixerünkbe, és megnyomjuk az indítógombot, akkor minden valószínűség szerint Czapáry Veronika első regényének hősét, Viktóriát kell, hogy megkapjuk.” (Origo.hu – Csobod Luca: Díványon a lányregény)
„Sikerül-e a hősnőnek túljutnia folyamatos lelki válságán? Megtalálhatja-e a kiutat gyászából, és kibékül-e anyjával, aki „üldöző tárgyként” zaklatja lányát ambivalens nevetésével a síron túlról is? Úgy tűnik, ebben a történetben a teljesebb élet utáni vágy eleve kudarcra van ítélve.” (Kulter.hu – Berán Eszter: Akkor sírok, ha nevetek)
“Egyenesen forradalmárnak nevezte a fiatal írót, amiért könyvének elsődleges célja, hogy megmutassa a korunkat meghatározó, új kapcsolati sémát, melyben a nő immáron nem passzív szereplő, hanem saját sorsának, saját szexuális életének kovácsa.” (Irodalmicentrifuga.hu – Murányi Zita: Megkésett jelentés)
„Aszexuálisan szókimondó részeket a kozmikus elvágyódás és a múltra való visszaemlékezés lírai tónusai oldják, ahogy ellenpont a budapesti bohémélet plasztikus dokumentálása is, vagy a már-már karikatúraszerű ábrázolása egyes figuráknak.” (Magyar Narancs – Horváth Györgyi: Anya kacag)
“Czapáry Veronika regénye három, egymástól nem teljesen független fő műfaji hagyományt egyesít: olvasható naplóregényként, lányregényként és generációs regényként." (Irodalmijelenonline.hu – Bódi Betti: Romkocsmák Bridget Jones-a?)

### Megszámolt babák

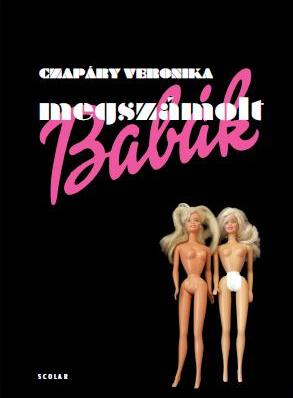

A Megszámolt babák egy pszichésen, verbálisan, fizikálisan és szexuálisan bántalmazott kislány világát ábrázolja. A téma regényformában mindeddig feldolgozatlan volt a magyar irodalomban, az író elsőként tör meg egy tabut. A sokkoló mű nem pusztán látlelet: a balladák konok ritmusában megírt költői próza, az élethez való jog túlélő éneke. A könyv olyasmiről próbál beszélni, illetve elbeszélni, amiről nem szokás: a családon belüli, gyerekkel szembeni erőszakról, az incesztusról. Az abúzált gyermek történetét, sérült érzelemvilágát az áldozat szemszögéből láttatja a szerző.
A verbális és fizikai erőszakot megélt kislány egyes szám első személyű beszámolóján keresztül kapunk információmorzsákat a környezet reakcióiról, a hárításokról, s arról, hogy az erőszak miként simul bele a gyerek hétköznapjaiba, idomul természetes közegévé, melyben így-úgy, de megtanulja élni a mindennapokat: iskolába jár, barátságokat próbál építeni – ám a normális élethez való felkapaszkodása a mély sebek következtében kudarcra ítéltetett.
A pokolból a kislány megszemélyesített babáihoz menekül, a babák újra és újra való számbavétele az elbeszélés ismétlődő, mániákusan visszatérő motívuma. A babák is erőszakot szenvednek el, illetve a családon belüli alkuk és zsarolás tárgyai lesznek. Nincs kezdet, nincs vég sem, nincs kiút, mintha állna az idő, azaz több idő volna egyszerre. Az elbeszélés nem időrendben halad előre és körkörösség figyelhető meg benne. Nikolett múló évei összemosódnak, s hároméves korától kamaszkora végéig szinte egy helyben kavarog az idő.
Részletek kritikákból
„Czapáry remek stiliszta. Megüt egy hangot, és mint az abszolút hallású muzsikus, végig kitartja, amíg játszik a témáján, szövegén és az érzékenyebb olvasók idegein. Ez a hang egy leánygyermeké. Golding híres, idővel kötelező olvasmánnyá lett regénye, A Legyek Ura kismiska ehhez képest. Élvezzük az irodalmat, Czapáry elbeszélő tehetségét – gyűlöljük az életet, amely efféle eseményeket enged megtörténni. Ez a kislány, a főszereplő, a neve nem is fontos, az író nem is akarja, hogy megjegyezzük, állandóan a babáit számolja.” (Népszabadság – Kelecsényi László: Lidérces televény)
“Czapáry Veronika ledöntött egy tabut. Jól, rosszul, de megtette. A témához bátorság kellett, hiszen a magyar irodalom mindeddig szinte egyáltalán nem foglalkozott egy nagyon is fontos, viszont valóban leírhatatlan témával." (Élet és Irodalom – Benczi Boglárka: Ütnek, de szeretem)
„Czapáry elvitathatatlan érdeme, hogy regényében sikeresen ábrázol szinte mindent a vonzás-taszítás, a szeretet-gyűlölet kettősségében. Ez a kettős viselkedés a Nikit körülvevő minden felnőttre jellemző, s a pszichológiai realizmusnak megfelelően a kislányban ezért csakis szélsőséges érzelmek fogalmazódnak meg. {...} Míg az elbeszélő egyes fejezetekben az anyja iránti rajongásának ad hangot („Anyának nyaraláskor egészen kiszőkül a haja, szeretem, ahogyan süti őt a nap, mert ilyenkor mindig fehér ruhában van, és annyira hihetetlenül gyönyörű. -- Nyaraláskor), máshol a nő verbális vagy fizikai kegyetlenségéről számol be („Az anyám azt mondja, hogy ő szülte meg a nővéremet, engem, a húgomat, az öcsémet, és hogy neki teljesen mindegy, mert szerinte minden gyerek eleve halottan születik, és jobb is lenne, ha úgy maradnának.” -- Sárga babák).” (Litera.hu – Szöllősi Barnabás: Látható koncepció)
„A Megszámolt babák szigorú és kérlelhetetlen, bármiféle szabadulás reményét leépítő, pontos szöveg. Az erőszakot egész életében elszenvedő lány ugyanis az idők folyamán, bármiféle kiút vagy segítség hiányában maga is megszokja, megszereti az erőszakot és az erőszaktevőt. Egyfajta Stockholm-szindróma klinikai pontosságú kibontakozását, leírását látjuk, és a vég beteljesülését, a kör bezárulását. {...} Az elbeszélés látszólag nem időrendi, körkörösség figyelhető meg benne, mintha mindig ugyanaz ismétlődne benne újra és újra. Az erőszak különféle stációi, a verbális, fizikai és szexuális erőszak egyre nagyobb, erősebb fokozatai. A szöveg lassan, óvatosan adagolja az információkat, lépcsőzetesen és finoman vezet el a legdurvább, legsokkolóbb stációkig.” (Origo.hu – Cséka György: Elszenvedi, megszokja, megszereti az erőszakot)
“Ezt a könyvet nem lehetne kisírni magunkból. Még ez a balladákra jellemző konok ritmus (ahogy a fülszöveg írja) is beeszi magát az olvasó lelkébe, és aztán már sosem lesz semmi ugyanolyan. Egy áramütésnyi pillanatig mi magunk leszünk olyan kiszolgáltatottak, megalázottak, értéktelennek tűnők, mint a regény főszereplője, aki nem tudja, mi a jó és mi a rossz, nem tudja, mi az öröm és a fájdalom közötti különbség, nem tudja, hol a határ érték és értéktelenség, vagy szeretet és gyűlölet között. Akiben a legerősebb érzés mégis a szeretet és a szeretet utáni vágy, hogy sikítani kellene, ha rádöbbenünk, mennyire lehet szeretni valakit, aki lassan szétszed, megsemmisít, tönkretesz minket…” (Olvasoterem.com – Zsidó Piroska: Megszámolt babák)
"A modern kori Árvácska menedéket épít magának, ahova elbújhat Petivel, aki vigasztalja, ha el van keseredve, Dollival, az igazi porcelánbabával, aki olyan, mint Hófehérke. Itt van még a kedves Léna baba, csodálatos, világoskék szemével, karcsú testével és szőke hajával. A fiúnevű Frici sem maradhat ki, aki pedig lánybaba, akár Barbi, akinek szép ruhája és retikülje van, és karkötője meg kicsike hajgumija. Őket, és az összes babát minden nap meg kell számolni, hogy biztosan megvannak-e mind. A Kék Nyulat, az oldalra néző szemeivel és a legédesebb Regina meg Sári babát is, mindig meg kell számolni. A mi Árvácskánk apukája azt mondja, azért vettek ennyi babát, mert nem figyelhetnek folyamatosan a gyerekükre. Nem érnek rá folyton játszani vele. Meg kell tanulnia magát szórakoztatni.{...} De nem, így nem mutathatom be ezt a könyvet.Az pedig, hogy a téma hatásvadász, legfeljebb olyasvalaki fejében fogalmazódhat meg (minthogy akad, aki nyilvánosan így reagál), akinek a leghalványabb fogalma sincs a lelki traumák felépítéséről és következményeiről.” (Olvassbele.com – Takács-Mózes Kitti: Vétkesek közt cinkos)
„Szívem szerint kötelezővé tenném a könyvet minden 21 évét betöltött ember számára, mert bár fikciós regényről van szó, de minden lapja az élet eltitkolt borzalmaival szembesít bennünket. Itt az ideje, hogy a nagyra becsült fejlett, civilizált társadalom szembe nézzen ezzel a problémával, ami ott van a hétköznapjainkban, megbújva, mint egy féreg és emberi életeket tesz tönkre, gyermekek lelkét és testét csonkítja meg." (Kultography.hu – Mádai Adrienn: A történet, amelyik elborzaszt)

## Díjai
- 2006, Győr Tehetséges Ifjúságért Alapítvány Díja
- 2012, NKA Alkotói Ösztöndíj
- 2013, NKA Alkotói Ösztöndíj

## Interneten elérhető művek
- Anya kacag[halott link]
- Megszámolt babák